# Heath Pearce
Heath Gregory Pearce (Modesto, Estados Unidos, 13 de agosto de 1984) es un futbolista internacional estadounidense. Juega de defensa y su equipo actual es el IFK Göteborg de la Allsvenskan de Suecia.

## Trayectoria
Heath Pearce, que normalmente actúa de lateral izquierdo, empezó su carrera futbolística en el equipo de fútbol de la Universidad de Portland (Portland Pilots). En 2004 fichó por el Bradenton Academics.
En 2005 se marchó a Europa. Primero jugó en el FC Nordsjælland danés. Debuta con este club el 20 de marzo en el partido de liga Aarhus GF 1-2 FC Nordsjælland. 
Dos años más tarde (16 de julio de 2007) se unió al FC Hansa Rostock de Alemania. Hizo su debut en un partido contra el Bayern de Múnich (0-3). En su primer año en este equipo el club no logró el objetivo de la permanencia y acabó desdendiendo a la 2. Bundesliga. Al año siguiente el equipo no realizó una buena temporada y no consiguieron ascender. Además esa temporada Heath Pearce fue apartado del equipo debido a que, según los dirigentes del club, había fingido una lesión; Pearce negó esa acusación.
En septiembre de 2009 estuvo a punto de fichar por el Bursaspor de Turquía, pero el equipo no pudo concretar el fichaje debido a que no inscribió al jugador antes de que se cumpliera el plazo de fichajes en la Superliga de Turquía. Después de aquello regresa a su país, donde firma un contrato con el FC Dallas ayudando al club a llegar a la final de la MLS Cup perdiendo el partido contra el Colorado Rapids, luego de una temporada en aquel club, es transferido al Club Deportivo Chivas USA donde juega un año, y es nuevamente vendido, esta vez al New York Red Bulls
El 30 de enero de 2015 Pearce fichó con el IFK Göteborg de Suecia. Hizo su debut el 28 de febrero en la victoria 6-0 sobre el Myresjö/Vetlanda FK por la Copa de Suecia. Curiosamente, Pearce jugó todo el partido con su nombre mal escrito en su camiseta, la cual leía PEARCHE en lugar de PEARCE.

## Selección nacional
Ha sido internacional con la Selección de fútbol de Estados Unidos en 28 ocasiones. Su debut con la camiseta nacional se produjo el 12 de noviembre de 2005 en el partido amistoso Escocia 1-1 Estados Unidos, cuando saltó al campo en el minuto 76 sustituyendo a su compatriota DaMarcus Beasley.
Disputó un partido en la Copa América 2007. Jugó cinco encuentros de la Copa de Oro de la CONCACAF 2009, ayudando a su equipo a quedar en segunda posición.
Fue convocado para la Copa FIFA Confederaciones 2009, aunque el entrenador no le dio la oportunidad de debutar en ese torneo.

## Clubes
| Club                | País           | Año              |
| ------------------- | -------------- | ---------------- |
| Bradenton Academics | Estados Unidos | 2004             |
| FC Nordsjælland     | Dinamarca      | 2005-2007        |
| FC Hansa Rostock    | Alemania       | 2007-2009        |
| FC Dallas           | Estados Unidos | 2009-2010        |
| Chivas USA          | Estados Unidos | 2010-2011        |
| New York Red Bulls  | Estados Unidos | 2011-2013        |
| Montreal Impact     | Canadá         | 2013- 2014       |
| IFK Göteborg        | Suecia         | 2015- actualidad |

## Curiosidades
Su hermana menor es Lindsay Pearce, finalista del reality show The Glee Project y quien apareció en el primer episodio de la tercera temporada de Glee.